# 孔达拉姆帕蒂
孔达拉姆帕蒂（Kondalampatti），是印度泰米尔纳德邦Salem县的一个城镇。总人口16300（2001年）。

## 人口
该地2001年总人口16300人，其中男性8222人，女性8078人；0—6岁人口2106人，其中男1127人，女979人；识字率51.66%，其中男性为61.44%，女性为41.71%。